# Ласёбетат
Ласёбета́т (фр. Lasseubetat) — коммуна во Франции, находится в регионе Аквитания. Департамент — Атлантические Пиренеи. Входит в состав кантона Олорон-Сент-Мари-2. Округ коммуны — Олорон-Сент-Мари.
Код INSEE коммуны — 64325.

## География

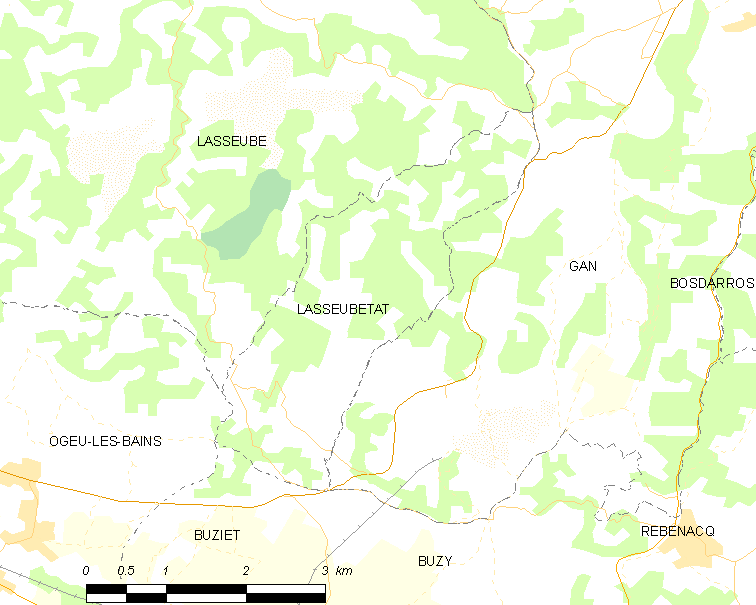
Карта коммуны

Коммуна расположена приблизительно в 670 км к югу от Парижа, в 190 км южнее Бордо, в 17 км к юго-западу от По.

### Климат
Климат тёплый океанический. Зима мягкая, средняя температура января — от +5°С до +13°С, температуры ниже −10 °C бывают редко. Снег выпадает около 15 дней в году с ноября по апрель. Максимальная температура летом порядка 20-30 °C, выше 35 °C бывает очень редко. Количество осадков высокое, порядка 1100 мм в год. Характерна безветренная погода, сильные ветры очень редки.

## Население
Население коммуны на 2010 год составляло 180 человек.
| 1962 | 1968 | 1975 | 1982 | 1990 | 1999 | 2010 |
| ---- | ---- | ---- | ---- | ---- | ---- | ---- |
| 231  | 203  | 193  | 175  | 187  | 173  | 180  |

## Администрация
| Период | Период | Фамилия       | Партия | Примечания |
| ------ | ------ | ------------- | ------ | ---------- |
| 2001   | 2008   | Франсис Лорри |        |            |
| 2008   | 2020   | Эме Суме      |        |            |

## Экономика
В 2010 году среди 104 человек трудоспособного возраста (15-64 лет) 76 были экономически активными, 28 — неактивными (показатель активности — 73,1 %, в 1999 году было 68,0 %). Из 76 активных жителей работали 71 человек (36 мужчин и 35 женщин), безработных было 5 (5 мужчин и 0 женщин). Среди 28 неактивных 5 человек были учениками или студентами, 16 — пенсионерами, 7 были неактивными по другим причинам.

## Достопримечательности
- Церковь Св. Винсента (XIX век)